# Politereftalato de trimetileno
Politereftalato de trimetileno, ou PTT (do inglês polytrimethylene terephthalate), é um polímero sintetizado e patenteado em 1941. É produzido por um método chamado polimerização por condensação ou transesterificação. As duas unidade monômeros usados na produção deste polímero são: 1,3-propanodiol e ácido tereftálico ou tereftalato de dimetila. Similar to politereftalato de etileno (PET), o PTT é usado par fazer fibras de carpetes.
O valor do PTT como um polímero comercial foi ampliado recentemente, com o desenvolvimento de métodos mais econômicos e eficientes de produzir-se 1,3-propanodiol (PDO) via hidroformilação contínua de óxido de etileno. DuPont está atualmente experimentando a síntese de PDO via rotas bioplásticas, i.e. usando milho como o material base para a produção de PDO.